# Oliver-McFarlane-Syndrom
Das Oliver-McFarlane-Syndrom ist eine sehr seltene angeborene Form einer übermäßigen Behaarung (Hypertrichose) mit übernormal langen Wimpern (Trichomegalie) und Augenbrauen kombiniert mit Fehlbildungen an der Netzhaut und Kleinwuchs.
Synonym sind: Goldstein-Hutt-Syndrom; Syndrom der langen Wimpern; englisch Long eyelashes-intellectual disability syndrome; Trichomegaly retina pigmentary degeneration dwarfism
Beim Goldstein-Hutt-Syndrom liegen zusätzlich zur Trichomegalie Katarakt und angeborene Sphärozytose vor.
Die Erstbeschreibung stammt aus dem Jahre 1965 durch die kanadischen Augenärzte G. L. Oliver und D. C. McFarlane.

## Verbreitung
Die Häufigkeit wird mit unter 1 zu 1.000.000 angegeben, bislang wurde über 11 Betroffene berichtet. Die Vererbung erfolgt autosomal-rezessiv.

## Ursache
Der Erkrankung liegen Mutationen im PNPLA6-Gen auf Chromosom 19 Genort p13.2 zugrunde.
Mutationen in diesem Gen finden sich auch bei
- Boucher-Neuhäuser-Syndrom[7]
- SPG39 Typ 39
- Laurence-Moon-Syndrom (fraglich)

## Klinische Erscheinungen
Klinische Kriterien sind:
- bereits bei Geburt lange kräftige Wimpern und Augenbrauen, Wimpern bis 4 cm lang
- charakteristischer Gesichtsausdruck
- bds. angeboren diffuse Pigmentdegeneration der Retina
- proportionierter Kleinwuchs
- eventuell Geistige Retardierung
- Hypogonadismus
- spärliches dünnes Kopfhaar, später Alopecia totalis möglich
- selten Koilonychie
- neurologische Auffälligkeiten wie Ataxie

## Diagnose
Die Diagnose ergibt sich aus der Kombination klinischer Befunde und kann durch humangenetische Untersuchung gesichert werden.

## Differentialdiagnostik
Abzugrenzen sind die Familiär isolierte Form der Trichomegalie sowie Syndrome mit Trichomegalie, s. dort.